# Frédéric Danloux
Pour les articles homonymes, voir Danloux.
Fréderic Danloux (né le 1er mars 1955) est entraîneur de chevaux de courses.
Il a participé au combat contre la fermeture de l'hippodrome de Maisons-Laffitte dans les années 1990, qui a abouti à la sauvegarde de l'hippodrome.

## Principales victoires
- Grand Steeple Chase de Paris 2000 Groupe I (Vieux beaufai)
- Prix Ferdinand Dufaure 1997 Groupe I (Vieux beaufai)
- Prix Murat 2000 Groupe II (Vieux beaufai)
- Prix Georges Courtois 1998,1999 groupe II (Vieux beaufai)
- Prix Troytown 2000,2002 Groupe III (Vieux beaufai)
- Prix Ingrès 2002 groupe III (Vieux beaufai)
- Prix Morgex 2007 groupe III (Jean d'Angely)
- Prix Claude le Lorrain 2009 Listed Race (Jean d'Angely)
- Prix Triquerville 2007 L.R. (Jean d'Angely)
- Prix William Head 2000 L.R. (Scandor)
- Prix Fondeur 2008 L.R. (Jean d'Angely)
- Prix violonII L.R. 1999 (Scandor)
- Prix rose or nor 2004 L.R. (Bayokos)
- Prix de Saint Sauveur 2001 L.R. (Champion Veronais)
- Prix General de Rougemont 1997 (Vieux Beaufai)
- Prix François de Ganay 1998 (Le Berrychois)
- Prix cacao (2001,2006,2007) (Hyouzepe, Bayokos)
- Prix Jean Laumain (1998,2007) (Vieux Beaufai, Nasthazya)
- Prix Karcimont 1999 (Natif du Moulin)